# Gobernador de Miranda
El gobernador del estado Miranda es el jefe del Ejecutivo del estado del mismo nombre. Según el artículo 160 de la Constitución de Venezuela de 1999 el gobernador debe ser "venezolano o venezolana, mayor de veinticinco años y de estado seglar". Es elegido por cuatro años por mayoría simple y puede ser reelegido.
El gobernador es el encargado de dirigir la acción del gobierno en el estado y de su administración, nombra un gabinete de secretarios junto con los cuales forman el poder ejecutivo del estado Miranda, puede ser revocado a mitad de su período constitucional.
Hasta 1989 el gobernador era designado directamente por el presidente de la República, desde ese entonces se convocan elecciones para elegir directamente a los mandatarios regionales. El actual gobernador es Elio Serrano por el Partido Socialista Unido de Venezuela, asumiendo de manera encargada debido a la designación de Héctor Rodríguez como ministro del Poder Popular para la Educación.

## Marco legal

### Requisitos
Según el Artículo 64 de la Constitución del Estado Bolivariano de Miranda, para ser Gobernador de esta entidad de requiere:
- Ser venezolano o venezolana;
- Mayor de veinticinco años de edad;
- De estado seglar.

### Atribuciones y deberes
Por otra parte, según el Artículo 69 de la misma Constitución, corresponde realizar al Gobernador la suprema dirección, coordinación y control de los órganos de la administración del Estado y la supervisión de los entes de la administración descentralizada estadal.
Además, según el Artículo 70, son sus deberes:
1. Cumplir y hacer cumplir la Constitución y leyes de la República, esta Constitución y las leyes del Estado;
2. Reglamentar las leyes del Estado, sin alterar su espíritu, propósito y razón;
3. Fijar el número, organización y competencia de las Secretarías y otros órganos de la Administración Pública Estadal, así como también la organización del Consejo de Secretarios o Secretrias del Estado, de conformidad con los principios y lineamientos señalados por la ley;
4. Nombrar y remover al Secretario o Secretaria General de Gobierno, a los demás miembros del Consejo de Secretarios o Secretarias y a los otros funcionarios y funcionarias o empleados o empleadas públicos del Ejecutivo del Estado, cuya designación no esté atribuida a otra autoridad;
5. Presentar al Consejo Legislativo del Estado durante el primer año del período constitucional, el Plan de Desarrollo Económico y Social del Estado para el respectivo período constitucional;
6. Designar, previa autorización del Consejo Legislativo del Estado, al Procurador o Procuradora del Estado;
7. Decretar y contratar las obras públicas del Estado de conformidad con la ley y asegurar su ejecución, vigilando la inversión eficiente de los recursos destinados a dichas obras;
8. Presidir el Consejo de Secretarios y Secretarias del Estado y el Consejo Estadal de Planificación y Coordinación de Políticas Públicas;
9. Convocar al Consejo Legislativo del Estado a sesiones extraordinarias cuando sea necesario considerar o resolver algún asunto de importancia;
10. Crear las fundaciones, corporaciones, empresas del Estado u otros organismos prestadores de servicios que considere necesarios, y proveer a la formación de su patrimonio y la designación de sus administradores y administradoras;
11. Ejercer la suprema autoridad y supervisión de la Policía del Estado, asegurando su organización eficiente y su equipamiento, para el mantenimiento del orden público, la seguridad de las personas y de sus bienes, así como la coordinación de la rama de este servicio atribuida por ley a los municipios del Estado;
12. Promover la participación de las comunidades organizadas en la formulación, ejecución y evaluación de las políticas públicas y en la decisión de los asuntos trascendentales para la vida y el desarrollo del Estado;
13. Defender la autonomía del Estado Bolivariano de Miranda sin perjuicio de los principios de integración y solidaridad con los demás Estados que conforman la República Bolivariana de Venezuela;
14. Negociar empréstitos, previa autorización del Consejo Legislativo del Estado, sometiéndose a las condiciones, requisitos y autorizaciones establecidos por la Constitución y leyes de la República;
15. Acordar medios de autocomposición de los conflictos o controversias que se susciten con los otros Estados de la República, de conformidad con la ley;
16. Ejercer actos de disposición sobre los bienes del dominio privado del Estado, previa autorización del Consejo Legislativo con las excepciones que establezca la ley;
17. Celebrar convenios con otros Estados de la República Bolivariana de Venezuela, sobre asuntos de interés público de conformidad con la ley;
18. Declarar el Estado de emergencia, en los casos de calamidad pública o conmoción civil y tomar las medidas necesarias para la reparación de los daños causados, pudiendo disponer de los recursos que se requieran para superar la situación y garantizar la vida y la sguridad de la población afectada;
19. Presentar cada año al Consejo Legislativo del Estado y al Consejo Estadal de Planificación y Coordinación de Políticas Públicas, dentro de los treinta (30) días siguientes al inicio de su primer período de sesiones ordinarias, el informe de su gestión sobre los aspectos económicos, políticos, sociales y administrativos del año precedente; así mismo la cuenta de su gestión al Contralor o Contralora del Estado;
20. Administrar la Hacienda Pública Estadal;
21. Presentar al Consjo Legislativo, a más tardar en la primera quincena de noviembre de cada año, el Proyecto de Ley de Presupuesto de Ingresos y Gastos Públicos del Estado para el siguiente ejercicio anual;
22. Administrar los bienes patrimoniales del Estado;
23. Decretar créditos adicionales y demás modificaciones a la Ley de Presupuesto de Ingresos y Gastos Públicos del Estado, previa autorización del Consejo Legislativo o de su Comisión Delegada;
24. Velar por el estricto cumplimiento de los planes coordinados de inversión y los demás planes de desarrollo económico y social del Estado;
25. Solicitar del Ejecutivo Nacional la transferencia de servicios y competencias;
26. Representar al Estado Bolivariano de Miranda en el Consejo Federal de Gobierno;
27. Coordinar los programas de inversión del Estado con los elaborados por los municipios, a fin de integrarlos al Plan Coordinado de Inversiones del Estado de conformidad con la ley;
28. Representar al Estado Bolivariano de Miranda en todos sus asuntos, excepto los judiciales y demás cuestiones contenciosas, suscribiendo en su nombre todos los actos, contratos o asuntos jurídicos que le conciernan o interesen; y
29. Las demás que le señalen la Constitución de la República Bolivariana de Venezuela y leyes de la República, esta Constitución y leyes del Estado.

## Gobernadores

### Designados
- Daniel Scott Cuervo (1969). Designado por el presidente Rafael Caldera.
- Arnaldo Arocha (1971). Designado por el presidente Rafael Caldera.
- Manuel Mantilla (1974). Designado por el presidente Carlos Andrés Pérez.
- Edmundo Sánchez Verdú (1986). Designado por el presidente Jaime Lusinchi.
- Ángel Zambrano (1989). Designado por el presidente Carlos Andrés Pérez.

### Electos
| N.º  | N.º | Gobernador | Gobernador              | Período                  | Período                  | Partido                                                         | Elección                                                                | % de votos                                                              |
| N.º  | N.º | Retrato    | Titular                 | Inicio                   | Final                    | Partido                                                         | Elección                                                                | % de votos                                                              |
| ---- | --- | ---------- | ----------------------- | ------------------------ | ------------------------ | --------------------------------------------------------------- | ----------------------------------------------------------------------- | ----------------------------------------------------------------------- |
|      | 1.  |            | Arnaldo Arocha          | 13 de enero de 1990      | 27 de diciembre de 1995  |                                                                 | 1989                                                                    | 41,36                                                                   |
| 1992 | 1.  | 62,37      | Arnaldo Arocha          | 13 de enero de 1990      | 27 de diciembre de 1995  |                                                                 |                                                                         |                                                                         |
|      | 2.  |            | Enrique Mendoza         | 27 de diciembre de 1995  | 31 de octubre de 2004    | 1995                                                            | 43,91                                                                   |                                                                         |
| 1998 | 2.  | 51,02      | Enrique Mendoza         | 27 de diciembre de 1995  | 31 de octubre de 2004    |                                                                 |                                                                         |                                                                         |
| 2000 | 2.  | 64,81      | Enrique Mendoza         | 27 de diciembre de 1995  | 31 de octubre de 2004    |                                                                 |                                                                         |                                                                         |
|      | 3.  |            | Diosdado Cabello        | 31 de octubre de 2004    | 29 de noviembre de 2008  |                                                                 | 2004                                                                    | 51,88                                                                   |
|      | 4.  |            | Henrique Capriles       | 29 de noviembre de 2008  | 6 de junio de 2012       |                                                                 | 2008                                                                    | 53,11                                                                   |
|      | -   |            | Adriana D'Elia          | 6 de junio de 2012       | 15 de enero de 2013      | Encargada tras la separación del cargo del gobernador Capriles. | Encargada tras la separación del cargo del gobernador Capriles.         |                                                                         |
|      | 4.  |            | Henrique Capriles       | 15 de enero de 2013      | 17 de octubre de 2017    | 2012                                                            | 51,83                                                                   |                                                                         |
|      | 5.  |            | Héctor Rodríguez Castro | 17 de octubre de 2017    | 10 de septiembre de 2024 |                                                                 | 2017                                                                    | 52,78                                                                   |
|      | 5.  | Futuro     | Héctor Rodríguez Castro | 17 de octubre de 2017    | 10 de septiembre de 2024 | 2021                                                            | 48,44                                                                   |                                                                         |
|      | 6.  |            | Elio Serrano            | 10 de septiembre de 2024 | 25 de mayo de 2025       |                                                                 | Encargado tras la separación del cargo del gobernador Héctor Rodríguez. | Encargado tras la separación del cargo del gobernador Héctor Rodríguez. |
|      | 6.  |            | Elio Serrano            | 25 de mayo de 2025       | Actualidad               | GPPSB                                                           | 2025                                                                    | 83,20                                                                   |